# Savana

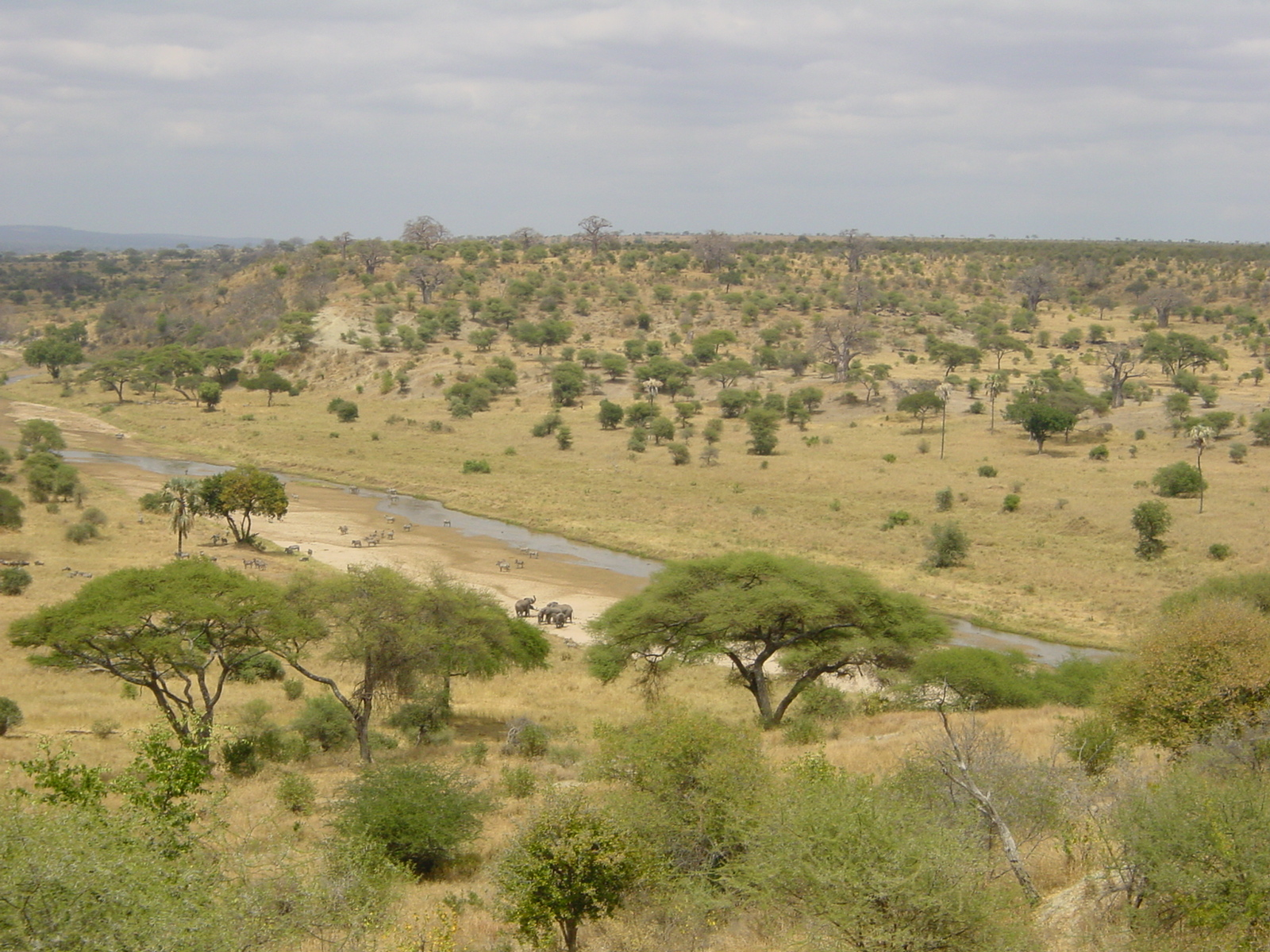
Tarangire National Park v Tanzanii

Savana je smíšený lesní a travnatý ekosystém (tj. travnatý les), který se vyznačuje tím, že stromy jsou dostatečně rozmístěny, takže koruny stromů nejsou zapojené. Otevřená klenba umožňuje přístup dostatečného množství světla k zemi, aby se na ní mohla udržet nepřerušené bylinné patro tvořené převážně travinami. Existují čtyři formy savan: savanové lesy, kde stromy a keře tvoří světlou klenbu, stromové savany s rozptýlenými stromy a keři, keřové savany s rozptýlenými keři a travnaté savany, kde se stromy a keře většinou nevyskytují.
Navzdory vysoké hustotě stromů si savany zachovávají otevřenou klenbu. Často se má za to, že savany se vyznačují široko rozptýlenými stromy. V mnoha savanách je však hustota stromů vyšší a stromy jsou rozmístěny pravidelněji než v lesích. Jihoamerické typy savan cerrado sensu stricto a cerrado dense mají obvykle hustotu stromů podobnou nebo vyšší než v jihoamerických tropických lesích, přičemž savany mají hustotu od 800 do 3300 stromů na hektar a přilehlé lesy 800-2000 stromů/ha. Podobně guinejská savana má 129 stromů/ha, lužní les 103, zatímco východoaustralské sklerofilní lesy mají průměrnou hustotu stromů přibližně 100 na hektar, což je srovnatelné se savanami ve stejné oblasti.
Savany se také vyznačují sezónní dostupností vody, většina srážek je omezena na jedno roční období; jsou spojeny s několika typy biomů a často se nacházejí v přechodné zóně mezi lesem a pouští nebo pastvinou, i když většinou jsou přechodem mezi pouští a lesem. Savany pokrývají přibližně 20 % rozlohy souše na Zemi, což je celkem asi 20 mil. km². Na rozdíl od stepí v Eurasii a prérií v Severní Americe, které by se vyznačovaly chladnými zimami, se savany většinou nacházejí v oblastech s teplým až horkým podnebím, například v Africe, Austrálii, Thajsku, Jižní Americe a Indii.
Během roku je zde vyhrazené období dešťů a období sucha. V podobných klimatických podmínkách se vyskytují i zcela nebo částečně opadavé lesy. O tom, který vegetační typ převládne, rozhoduje klima a půdní podmínky. Traviny i dřeviny mají odlišné ekologické nároky, vzájemně se potlačují a tím vytvářejí podstatu savany. Na styku oblasti lesa a savany může vznikat i přechodný biom nazývaný lesosavana. 

## Rozdělení savan
Savany se podle délky období sucha dělí na několik typů:

### Vlhké savany
Savany tohoto typu vznikly v důsledku opakovaného kácení a vypalování tropických lesů. Převládající vegetační formací jsou 2–4 metry vysoké traviny, ve kterých se vyskytují ojedinělé stromy. Vlhké savany se vyskytují v Africe v oblasti guinejské savanové zóny, severně od tropického deštného lesa. Tento pás se táhne až do jižního Súdánu. Dále se vlhké savany vyskytují v Jižní Americe. Jedná se o orinocké llanos, brazilské campos a oblast guayanské náhorní savany. 
Orinocké llanos (šp. llano = rovina) jsou edaficky (těžké chudé půdy) podmíněnou savanou. Llanos jsou pokryty asi 50 cm vysokými travinami. Stromy se zde vyskytují pouze v malých ostrůvcích nazývaných „matas“
Brazilské campos se rozprostírají v Brazilské vysočině. Campos cerrados představují jakýsi přechod mezi lesem a savanou a v podstatě, je můžeme nazvat savanovým řídkolesím. Campos abiertos představují savanovou formaci bez stromů. Vznikly v důsledku požárů v campos cerrados.
V oblastech guayanské náhorní plošiny se vyskytuje edaficky (půdně) podmíněná savana (těžké chudé půdy). Rozkládá se v nadmořské výšce 1500 až 2000 m n. m. Vynořuje se z deštného lesa.

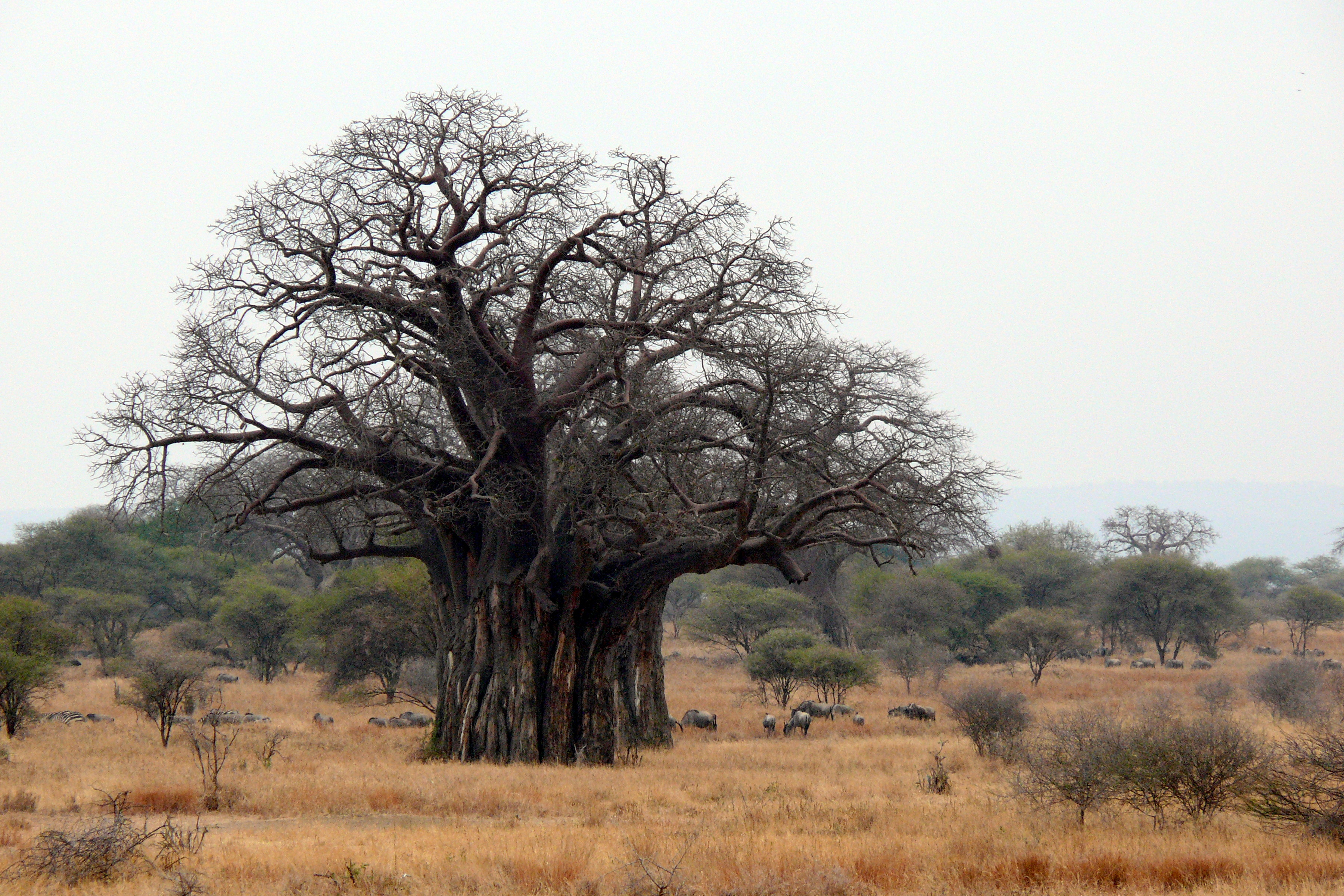
Africká suchá savana s baobabem

### Suché savany
Rozkládají se v Africe; především v súdánské zóně a ve východní Africe. Jejich podstatu tvoří 1–2 metry vysoké traviny a roztroušeně se vyskytující stromy, které dosahují výšky maximálně 10 metrů. Typickým stromem je baobab. Africké suché savany se využívají pro pastvu dobytka.
Savany vyskytující se v Austrálii se od těch afrických liší. Tamní blahovičníky se s travinami dobře snášejí. Zaujímají rozsáhlé prostory na severu Austrálie v Arnhemské zemi a ve vnitrozemí Queenslandu. Zde se vyskytují travnaté pláně řazené rovněž mezi tropické suché savany.

### Trnité savany
Vyskytují se v aridních oblastech střídavě vlhkých tropů s množstvím srážek 300–400 mm za rok. V Africe jsou trnité savany rozšířeny v sahelské zóně na jižním okraji Sahary, dále pak v jihozápadní Africe a v oblasti Kalahari. Dřeviny mohou v trnité savaně zcela chybět, někde se mohou vyskytovat akácie. Dominující vegetační formací jsou prořídlé 30–50 cm vysoké traviny.

### Zaplavované savany
Zaplavované savany vznikají v důsledku stagnace srážkové vody na nepropustném podloží.

## Fauna savany
V savanách nacházejí optimální životní prostředí býložravci. Jsou to zvířata schopná rychlého běhu, díky čemuž mohou unikat před predátory. Zbarvení srsti se obvykle přizpůsobuje prostředí. Tento jev je v živočišné říši velmi rozšířen a nazývá se krypsis. Dalším typem fauny jsou zvířata hrabavá a množství různého hmyzu (mravenci, termiti).

### Africké savany
Žijí zde zebry, žirafy, mnoho druhů antilop, pakůň, nosorožec, slon africký, buvol kaferský. Ze šelem to jsou lev, levhart, gepard, pes hyenovitý; z endemických ptáků: hadilov písař, čáp marabu nebo pštros.

#### Velká Migrace
V průběhu roku jsou široce otevřené pastviny východní Afriky dějištěm největšího stěhování, protože miliony pakoňů, zeber, buvolovců, antilop a dalších stádových zvířat cestuje ze Serengeti v Tanzanii do Masai Mara v Keni, což činí vzdálenost 1200 mil, v přepočtu kolem 1930 km. Tato obrovská stáda o asi 2 milionech jedinců, z většiny tvořená pakoni, rozsáhlá tak, že jsou pozorovatelná i z vesmíru, podnikají migraci kvůli dvěma hlavním faktorům: čerstvým pastvinám a vodou. Po cestě se mnoho migrujících zvířat, nejčastěji nejmladších, stává kořistí predátorů, jako například lvů, gepardů, krokodýlů a hyen. Ačkoli se o tom někdy mluví jako o každoroční události, migrace je ve skutečnosti plynulá a nepřetržitá celoroční cesta zvířat migrujících přes Tanzanii a Keňu.
Od prosince do začátku března se stáda nacházejí hlavně v národním parku Serengeti v jižní Tanzanii. V únoru se zde začínají shromažďovat pakoni a během dvou týdnů se tu narodí až půl milionu telat. V tu dobu je sice tráva krátká, ale za to bohatá na draslík, vápník a fosfor z vulkanických erupcí, jež tu byly před dvěma až třemi miliony let. Predátoři se v kratší trávě hůř skryjí, ale i přesto je to pro ně doba bohatá na kořist. Duben až květen je obdobím dlouhých dešťů. Stáda kopytníků začínají svou cestu na sever přes střední a západní Serengeti. Do konce dubna totiž většina tráva zmizí. Jak Serengeti vysychá, stáda sledují řeku Grumeti na západ, následovaní predátory. Od června do července se stáda pasou v západním Serengeti a pokračují na sever směrem k Masai Mara. V červnu je řeka Grumeti nízká a často po sobě zanechává jen tůně s krokodýly jakožto jediný zdroj vody v okolí. V červenci se stádo nachází v severní části Tanzanie, poblíž keňských hranic. Migrace obvykle dorazí k Masai Mara v srpnu a v tento okamžik začíná nejdramatičtější část celého putování a tou je překročení řeky. Pro krokodýly to znamená čas hodování na několik příštích týdnů. Během celé cesty zahyne až 250 000 jedinců. Zvířata po této etapě cesty dosahují svého cíle a až do října si mohou užít dostatek trávy a vody. Začátkem října budou pastviny v Masai Mara už prázdné. Do listopadu stáda začínají opouštět dosavadní stanoviště a obracejí se zpět na jih, za stále zelenějšími pastvinami do Serengeti na začátek období dešťů

### Jižní Amerika
Vyskytuje se zde mravenečník nebo pásovec. Velcí kopytníci zde chybějí, z malých zde žije pouze pudu jižní (jelínek pudu). Z šelem zde působí puma, jaguár a vlk hřivnatý.

### Austrálie
V savanách na tomto kontinentě žije klokan, koala, mravencojed, pes dingo nebo emu hnědý.

### Evropa
Před několika miliony let byla na východu Evropy savana, kde žili i hominidé jako Graecopithecus. Savana byla v Evropě i později.